# 축약형
축약형(contraction) 또는 간단히 축약은 내부 문자나 소리의 생략을 통해 만들어진 낱말, 음절 또는 낱말 그룹의 구어 및 문어 형태를 줄인 버전이다.
언어 분석에서 축약형은 크라시스, 준말 및 두문자어(두문자어 포함)와 혼동해서는 안 되며, 이들은 일부 의미론적 및 음운적 기능을 공유하지만, 이 세 가지 모두 일반적인 용어로는 "준말"이라는 용어로 내포된다. 축약형은 또한 시작과 끝이 생략되는 형태론적 클리핑과도 구별된다.
정의는 혼성어(언어적 혼성)라는 용어와 겹치지만, 축약형은 그렇지 않으면 연속으로 함께 나타날 단어(예: do와 not)로 형성되는 반면, 혼성어는 혼성어가 설명하는 단일 개념과 관련된 두 개 이상의 기존 단어를 결합하여 형성된다는 점에서 혼성어와 축약형을 구별할 수 있다.

## 영어
영어에는 많은 축약형이 있는데, 주로 모음의 엘리종을 포함하며, 이것은 쓰기에서 아포스트로피로 대체된다. 예를 들어 "I am" 대신 "I'm"이 사용되며, 때로는 다른 변화도 있다. 축약형은 구어와 비공식적인 글쓰기에서 흔하지만, 더 공식적인 글쓰기에서는 (이제 표준 형태인 "o'clock"과 같은 제한된 예외를 제외하고) 피하는 경향이 있다.
주요 축약형은 다음 표에 나열되어 있다.
| 전체 형태   | 축약형 형태 | 비고 |
| ----------- | ----------- | --- |
| I am        | I'm         | "I'm here."처럼 비공식적으로 사용된다. |
| are         | -'re        | 비공식적; we're /wɪər/ 또는 /wɛər/는 대부분의 경우 were /wɜr/와 다르게 발음된다. |
| does        | -'s         | "What's he do there every day?"처럼 비공식적으로 사용된다. |
| is          | -'s         | "He's driving right now."처럼 비공식적으로 사용된다. |
| has         | -'s         | "She's been here before."처럼 비공식적으로 사용된다. |
| have        | -'ve        | "I've never done this before."처럼 비공식적으로 사용된다. |
| had         | -'d         | 비공식적, 예: "He'd already left." 또는 "We'd better go." |
| did         | -'d         | "Where'd she go?"처럼 비공식적으로 사용된다. |
| would       | -'d         | "We'd get in trouble if we broke the door."처럼 비공식적으로 사용된다. |
| will        | -'ll        | "they'll call you later."처럼 비공식적으로 사용된다. |
| shall       | -'ll        | "I'll call you later."처럼 비공식적으로 사용된다. |
| let us      | let's       | "Let's do this."처럼 비공식적으로 사용된다. |
| going to    | gonna       | "I'm gonna do it."처럼 비공식적으로 사용된다. |
| want to     | wanna       | "I wanna do it."처럼 비공식적으로 사용된다. |
| has to      | gotta       | "He gotta do it."처럼 비공식적으로 사용된다. |
| have to     | gotta       | "I gotta do that."처럼 비공식적으로 사용된다. |
| have got to | gotta       | "You gotta be serious."처럼 비공식적으로 사용된다. |
| am not      | ain't       | "I ain't him."처럼 비공식적으로 사용된다. |
| will not    | ain't       | "I ain't doing that."처럼 비공식적으로 사용된다. |
| is not      | ain't       | "That ain't it."처럼 비공식적으로 사용된다. |
| are not     | ain't       | "They ain't them."처럼 비공식적으로 사용된다. |
| of          | o'-         | 일부 고정 합성어에서 표준으로 사용된다. 예를 들어 세 o'clock, 아홉꼬리 고양이, 잭오랜턴, will-o'-wisp, man o' war, run-o'-the-mill (하지만 mother-o'-pearl은 경계선); 그 외에는 "cup o' coffee", "barrel o' monkeys", "Land o' Goshen"처럼 비공식적으로 사용된다. |
| of the      | o'-         | 일부 고정 합성어에서 표준으로 사용된다. 예를 들어 세 o'clock, 아홉꼬리 고양이, 잭오랜턴, will-o'-wisp, man o' war, run-o'-the-mill (하지만 mother-o'-pearl은 경계선); 그 외에는 "cup o' coffee", "barrel o' monkeys", "Land o' Goshen"처럼 비공식적으로 사용된다. |
| it was      | 'twas       | 'Twas the night before Christmas와 같은 관용적인 용법을 제외하고는 고어이다. |
| them        | 'em         | 비공식적이며, 그들의 원래 여격 및 대격 형태인 hem에서 부분적으로 유래했다. |
| you         | y'-         | 2인칭 대명사 (you)는 일부 영어 방언(예: 미국 남부)에서 all과 결합하여 복수성을 나타내는데, 이 경우 y'all로 축약되며 표준으로 간주될 가능성이 높다. |
| about       | 'bout       | 'bout은 매우 비공식적이다. 예: I'll come by 'bout noon. |
| because     | 'cause      | 'cause은 매우 비공식적이다. 예: Why did you do it? Just 'cause. |
| and         | 'n'         | "Fish 'n' chips."처럼 비공식적으로 사용된다. |

|      | 조동사 뒤 또는 굴절 접미사로 | 주어 뒤               |
| ---- | ---------------------------- | --------------------- |
| not  | *Will not you attend?        | Will you not attend?  |
| -n't | Won't you attend?            | *Will you n't attend? |

can't, wouldn't 및 기타 ‑n't로 끝나는 형태가 분명히 축약으로 시작되었지만, ‑n't는 이제 축약(접어화된 형태)도 아니고 축약의 일부도 아니며 대신 부정 굴절 접미사이다. 이에 대한 증거는 (i) ‑n't가 조동사에만 나타나고, 접어는 특정 범주나 하위 범주에 국한되지 않는다는 점; (ii) 축약과는 달리, 그 형태가 규칙에 따르지 않고 특이하다는 점(예: will → won't, can → can't); 그리고 (iii) 표에서 보듯이, 굴절된 버전과 "비축약" 버전이 문장에서 다른 위치를 요구할 수 있다는 점이다.

## 중국어
상고한어 문자 체계(갑골 문자 및 금문)는 형태소와 자체 간의 (거의) 일대일 대응에 잘 맞는다. 하나의 글자가 둘 이상의 형태소를 나타내는 축약은 이 규칙의 주목할 만한 예외이다. 전통적인 문헌학자들은 약 20개의 글자가 존재한다고 언급했으며, 이를 겸사(兼詞, 문자 그대로 '동시 단어')라고 부른다. 최근 학자들은 상고한어 음운론, 금석문 증거 및 통사론적 고려 사항에 대한 최근 재구성을 바탕으로 더 많은 단어가 축약이라고 제안했다. 예를 들어, 비(非) [fēi]는 불(不, bù) + 유/추(唯/隹, wéi/zhuī)의 축약으로 제안되었다. 축약은 일반적으로 그래픽적으로 명확하지 않으며, 축약을 나타내는 문자가 어떻게 형성될지에 대한 일반적인 규칙은 없다. 결과적으로 문자가 축약으로 식별되는 것뿐만 아니라 축약되었다고 제안된 단어(들)는 때때로 논쟁의 여지가 있다.
중국어 방언은 한문과 상당히 다른 기능어 집합을 사용하므로, 아래 나열된 거의 모든 고전 축약은 현재 고어이며 일상생활에서 사라졌다. 그러나 새로운 구어 기능어에서 현대적인 축약이 진화했다. 현대 축약은 모든 주요 현대 방언 그룹에서 나타난다. 예를 들어, 표준 만다린에서 별(别, bié) '하지 마라'는 불요(不要, bùyào)의 축약이며, 상하이어에서 피요(覅, fiào) '하지 마라'는 물요(勿要, wù yào)의 축약으로, 그래픽적으로도 명확하다. 유사하게, 동북관화에서 팽(甭, béng) '필요 없다'는 불용(不用, bùyòng)의 음운적 및 그래픽적 축약이다. 마지막으로, 광둥어는 乜嘢 (mat1 ye5) '무엇?'을 咩 (me1)로 축약한다.
한문 축약 표
| 전체 형태  | 전사        | 축약 | 전사     | 비고 |
| ---------- | ----------- | ---- | -------- | --- |
| 之乎       | tjə ga      | 諸   | tjᴀ      | 일부 드문 경우에 諸는 有之乎의 축약일 수도 있다. 諸는 "모두, ~의 무리"라는 의미로 단독으로 사용될 수 있다. 예를 들어 諸侯 "제후"와 같다. |
| 若之何     | njᴀ tjə gaj | 奈何 | najs gaj | |
| [於之]note | ʔa tjə      | 焉   | ʔrjan    | 於之는 절대 사용되지 않고, 오직 焉만 사용된다.                                                                                           |
| 之焉       | tjə ʔrjan   | 旃   | tjan     | 드물다. |
| [于之]note | wja tjə     | 爰   | wjan     | 드물다. 전치사 於, 于, 乎는 기원이 다르지만 상호 교환적으로 사용된다(단, 乎는 종결 의문 조동사로도 사용될 수 있다).                      |
| [如之]note | nja tjə     | 然   | njan     | |
| [曰之]note | wjot tjə    | 云   | wjən     | |
| 不之       | pjə tjə     | 弗   | pjət     | |
| 毋之       | mja tjə     | 勿   | mjət     | 弗과 勿은 원래 축약이 아니었지만, 전국 시대에 축약으로 재분석되었다.                                                                     |
| 而已       | njə ljəʔ    | 耳   | njəʔ     | |
| 胡不       | ga pjə      | 盍   | gap      | 胡는 何의 변형이다. |
| 也乎       | ljᴀjʔ ga    | 與   | ljaʔ     | 歟로도 쓰인다. |
| 也乎       | ljᴀjʔ ga    | 邪   | zjᴀ      | 耶로도 쓰인다. 아마도 與의 방언적 변형일 것이다.                                                                                         |
| 不乎       | pjə ga      | 夫   | pja      | 夫는 다른 여러 의미를 가진다. |

Note: [-j[a/ə]n]으로 끝나는 조동사 爰, 焉, 云, 然은 동사 (또는 대명동사) 뒤에 之 '그; 그녀; 그것 (3인칭 목적어)' 또는 목적어 위치의 유사한 지시 대명사가 오는 것과 문법적으로 동일하게 동작한다. 사실, 于/於 '(이다) ~에', 曰 '말하다', 그리고 如 '닮다'는 진 이전 텍스트에서 之 '(3인칭 목적어)' 또는 此 '(근거리 지시어)'가 뒤따르지 않는다. 대신, 각각의 '축약'인 爰/焉, 云, 그리고 然이 항상 그 자리에 사용된다. 그럼에도 불구하고, 어떤 알려진 목적어 대명사도 가상의 축약된 대명사로 사용되기에 음성학적으로 적절하지 않다. 따라서 많은 권위자들은 이를 진정한 축약으로 간주하지 않는다. 그 기원에 대한 대안적 설명으로, 에드윈 풀리블랭크는 [-n] 접미사가 시노티베트어족 양상 표시자에서 유래했으며, 나중에 대명사적 성격을 띠게 되었다고 제안했다.(p. 80)

## 네덜란드어
다음은 표준 네덜란드어의 축약어 일부이다.
| 전체 형태 | 축약 형태 | 번역          | 비고                                   |
| --------- | --------- | ------------- | -------------------------------------- |
| des       | 's        | ~의           | 네덜란드어 관사 de "the"의 소유격 형태 |
| een       | 'n        | 하나의        |                                        |
| haar      | d'r       | 그녀의        |                                        |
| hem       | 'm        | 그에게/그것을 |                                        |
| het       | 't        | 그것 그       |                                        |
| ik        | 'k        | 나            |                                        |
| mijn      | m'n       | 나의          |                                        |
| zijn      | z'n       | 그의          |                                        |
| zo een    | zo'n      | 그런          |                                        |

비공식적인 벨기에 네덜란드어는 "hoe's't"("hoe is het?" - 안녕하세요?)에서 온 "hoe's't", "hij is daar" - 그는 거기에 있다)에서 온 "hij's d'r", "we hebben goed gegeten" - 잘 먹었다)에서 온 "w'ebbe' goe' g'ete'", "wat is dat?" - 그게 뭐야?)에서 온 "wa's da'?"와 같은 다양한 비표준 축약형을 사용한다. 이러한 축약형 중 일부:
| 전체 형태 | 축약 형태 | 번역   | 비고 |
| --------- | --------- | ------ | ---- |
| there     |           |        |      |
| dat       | da'       | 저것   |      |
| dat is    | da's      | 저것은 |      |
| dat ik    | da'k      | 내가   |      |
| ge        | g'        | 당신   |      |
| is        | 's        | 이다   |      |
| wat       | wa'       | 무엇   |      |
| we        | w'        | 우리   |      |
| ze        | z'        | 그녀   |      |

## 프랑스어
프랑스어는 영어와 비슷하게 다양한 축약 형태를 가지고 있지만, 프랑스어의 축약은 필수적이다. 예를 들어, C'est la vie("그것이 인생이다")에서 c'est는 ce + est("그것은 ~이다")의 축약이다. 이러한 축약 형태의 형성을 엘리종이라고 부른다.
일반적으로, e caduc(슈와)으로 끝나는 모든 단음절 단어는 다음 단어가 모음, h 또는 y로 시작하면 축약된다 (h는 묵음이고 다음 모음의 소리에 흡수되며; y는 i처럼 소리 난다). ce → c'- (지시 대명사 "그것") 외에도 이러한 단어들은 que → qu'- (접속사, 관계 대명사, 또는 의문 대명사 "그것"), ne → n'- ("~하지 않다"), se → s'- (동사 앞에 오는 "그 자신", "그녀 자신", "그것 자신", "자신"), je → j'- ("나"), me → m'- (동사 앞에 오는 "나에게"), te → t'- (동사 앞에 오는 비공식 단수 "너"), le 또는 la → l'- ("그"; 또는 동사 앞 또는 명령형 동사 뒤에 오는 "그", "그녀", "그것"이며 단어 y 또는 en 앞에 옴), de → d'- ("~의") 등이다. 그러나 영어 축약과는 달리, 이러한 축약은 필수적이다: *ce est 또는 *que elle라고 말하거나 쓰는 일은 없다.
Moi("나")와 toi(비격식 "너")는 명령형 동사 뒤에 오고 y나 en 앞에 오면 각각 m'-와 t'-로 의무적으로 축약된다.
또한 접속사 si("만약") 뒤에 동일한 모음 i 소리로 시작하는 il("그", "그것") 또는 ils("그들")가 오면 소리의 반복을 피하는 것이 의무적이다: *si il → s'il("만약 그것이", "만약 그가"); *si ils → s'ils("만약 그들이").
특정 전치사도 남성 및 복수 직접 관사와 의무적으로 합쳐진다: à le는 au로, à les는 aux로, de le는 du로, de les는 des로. 그러나 cela(지시 대명사 "그것")가 ça로 축약되는 것은 선택적이며 비공식적이다.
비공식적인 구어에서는 인칭 대명사가 때때로 뒤따르는 동사와 축약될 수 있다. 예를 들어, je ne sais pas(fr, "나는 모른다")는 대략 chais pas(fr)로 발음될 수 있는데, ne가 완전히 생략되고 je의 fr가 sais의 fr와 섞이는 방식이다. 비격식 환경에서는 tu를 모음 앞에서 t'-로 축약하는 것도 흔하다: tu as mangé 대신 t'as mangé.

## 히브리어
현대 히브리어에서 전치사 접두사 -בְּ /bə-/ '안에'와 -לְ /lə-/ '에게'는 정관사 접두사 -ה (/ha-/)와 축약되어 -ב /ba/ '안에 있는'과 -ל /la/ '에게 있는'을 형성한다. 구어체 이스라엘 히브리어에서는 정형화된 직접 목적어를 나타내는 전치사 את (/ʔet/)와 정관사 접두사 -ה (/ha-/)가 전자가 후자 바로 앞에 올 때 종종 'ת (/ta-/)로 축약된다. 따라서 ראיתי את הכלב (/ʁaˈʔiti ʔet haˈkelev/, "나는 개를 보았다")는 ראיתי ת'כלב (/ʁaˈʔiti taˈkelev/)가 될 수 있다.

## 이탈리아어
이탈리아어에서 전치사는 예측 가능한 방식으로 직접 관사와 결합한다. 전치사 a, da, di, in, su, con, per는 정관사의 다양한 형태, 즉 il, lo, la, l', i, gli, gl', le와 결합한다.
|     | il    | lo      | la      | l'      | i     | gli     | (gl')   | le      |
| --- | ----- | ------- | ------- | ------- | ----- | ------- | ------- | ------- |
| a   | al    | allo    | alla    | all'    | ai    | agli    | (agl')  | alle    |
| da  | dal   | dallo   | dalla   | dall'   | dai   | dagli   | (dagl') | dalle   |
| di  | del   | dello   | della   | dell'   | dei   | degli   | (degl') | delle   |
| in  | nel   | nello   | nella   | nell'   | nei   | negli   | (negl') | nelle   |
| su  | sul   | sullo   | sulla   | sull'   | sui   | sugli   | (sugl') | sulle   |
| con | col   | (collo) | (colla) | (coll') | coi   | (cogli) | (cogl') | (colle) |
| per | (pel) | (pello) | (pella) | (pell') | (pei) | (pegli) | (pegl') | (pelle) |

- a, da, di, in, su와의 축약은 필수적이지만, con과 per와의 축약은 선택적이다.
- 괄호 안의 단어는 더 이상 흔히 사용되지 않는다. 그러나 pel과 pei는 구식인 반면, per의 다른 축약은 솔직히 사용되지 않는다는 차이가 있다. Col과 coi는 여전히 흔하게 사용되며; collo, colla, cogli, colle는 오늘날 문어에서는 드물지만 구어에서는 흔하다.
- 이전에는 gl'가 i로 시작하는 단어 앞에 자주 사용되었지만, 더 이상 (문어에서) 흔하게 사용되지 않는다.

ci와 è (essere, to be의 형태), vi와 è는 c'è와 v'è (모두 "there is"를 의미)로 축약된다.
- "C'è / V'è un problema" – 문제가 있다.

dove와 come는 e로 시작하는 단어와 축약되어 주 단어의 -e를 삭제한다. 예를 들어 "Com'era bello!" – "그는 얼마나 멋있었는가!", "Dov'è il tuo amico?" – "네 친구는 어디 있니?"와 같이 사용된다. 동일한 형태의 다른 단어(예: quale)에도 마찬가지로 적용되는 경우가 많다.
직접 목적 대명사 "lo"와 "la"는 "avere"의 형태와 함께 "l'"로 축약될 수도 있다. 예를 들어 "L'ho comprato" - "내가 그것을 샀다", 또는 "L'abbiamo vista" - "우리가 그녀를 보았다"와 같다.

## 스페인어
스페인어에는 전치사와 관사 사이에 두 가지 필수적인 음성학적 축약이 있다: a el의 al (to the)과 de el의 del (of the) (a él, 그에게, 그리고 de él, 그의 또는 문자 그대로 그에게서, 와 혼동하지 말 것).
다른 축약들은 17세기까지 문어에서 흔했다. 가장 일반적인 것은 de + 인칭 및 지시 대명사였다: de estas의 destas (이것들의, 여성형), de aquel의 daquel (그것의, 남성형), de él의 dél (그의) 등; 그리고 a-로 시작하는 단어 앞에 오는 여성 관사: la alma의 l'alma, 현재는 el alma (영혼). 여러 지시 대명사 집합은 aquí (여기) + 대명사, 또는 대명사 + otro/a (다른)의 축약으로 유래했다: aqueste, aqueso, estotro 등. 현대의 aquel (그것, 남성형)은 첫 번째 패턴의 유일한 생존자이다; 인칭 대명사 nosotros (우리)와 vosotros (복수 당신)는 두 번째 패턴의 잔재이다. 중세 텍스트에서는 강세가 없는 단어가 매우 자주 축약되어 나타났다: todo el의 todol (모든 그, 남성형), que es의 ques (어떤 것); 등 일반적인 단어와 함께, 예를 들어 de ome (home/homme) 대신 d'ome (d'home/d'homme) 등.
엄밀한 의미의 축약은 아니지만, con과 mí, ti, sí가 결합할 때 특별한 형태가 사용된다. 예를 들어 *con mí 대신 conmigo (나와 함께), *con ti 대신 contigo (너와 함께 (단수)), *con sí 대신 consigo (그 자신/그녀 자신/그것 자신/그들 자신 (그 자신)과 함께)로 쓰인다.
마지막으로, para를 pa'로, para el을 pa'l로 줄여서 들을 수 있지만, 이러한 형태는 비공식적인 구어에서만 적절하다고 간주된다.

## 포르투갈어
포르투갈어에서는 축약이 흔하며 스페인어보다 훨씬 많다. 여러 전치사는 특정 관사 및 대명사와 정기적으로 축약된다. 예를 들어, de (of)와 por (by; 이전에는 per)는 정관사 o와 a (각각 "the"의 남성형 및 여성형)와 결합하여 do, da (of the), pelo, pela (by the)를 생성한다. 전치사 de는 대명사 ele와 ela (he, she)와 축약하여 dele, dela (his, her)를 생성한다. 또한 일부 동사 형태는 삽입 목적 대명사와 축약된다: 예를 들어, 동사 amar (사랑하다)는 대명사 a (그녀)와 결합하여 amá-la (그녀를 사랑하다)를 생성한다.
포르투갈어의 또 다른 축약은 영어와 유사한데, da 대명사와 a로 시작하는 단어의 조합으로, 첫 번째 글자 a를 아포스트로피로 바꾸고 두 단어를 결합하는 방식이다. 예: Estrela d'alva (금성을 지칭하는 인기 있는 표현으로 "새벽별"을 의미하며, 그 밝기를 나타낸다); Caixa d'água (물탱크).

## 독일어
비공식적인 구어체 독일어 전치사구에서는 전치사와 관사를 자주 합칠 수 있다. 예를 들어, von dem은 vom이 되고, zu dem은 zum이 되거나, an das는 ans가 된다. 이들 중 일부는 매우 흔해서 필수적이다. 비공식적인 구어에서는 auf dem은 aufm, unter dem은 unterm 등으로도 사용되지만, 인용된 직접 화법의 적절한 맥락과 스타일을 제외하고는 문어에서는 틀린 것으로 간주된다.
대명사 es는 특정 맥락에서 종종 's로 축약된다 (일반적으로 아포스트로피와 함께 쓰인다). 예를 들어, 인사말 Wie geht es?는 보통 Wie geht's?라는 축약 형태로 접하게 된다.

### 독일어권 지역의 지방 언어
독일어의 지역 방언과 오늘날의 표준 독일어가 만들어지기 훨씬 이전부터 사용되어 온 다양한 지방 언어는 독일어보다 축약을 더 자주 사용하지만, 지방 언어마다 크게 다르다. 비공식적인 독일어 축약은 거의 모든 곳에서 관찰되며, 대부분 추가적인 축약과 함께 나타난다. 예를 들어, in den이 in'n (때로는 im)이 되거나, haben wir가 지역적인 억양 선호에 따라 hamwer, hammor, hemmer, 또는 hamma가 된다. 바이에른 독일어는 gesund sind wir가 xund samma가 되는 등 여러 가지 추가 축약을 특징으로 하며, 이는 유사한 소리의 모든 단어 또는 조합에 도식적으로 적용된다. (그러나 독일어 wir는 바이에른어 mir 또는 mia와 같은 의미로 존재한다는 점을 기억해야 한다.) 뮌헨 출신 축구선수 프란츠 베켄바워는 그의 캐치프레이즈로 "Schau mer mal"("Schauen wir einmal" - 영어로는 "We shall see.")을 사용한다. 그의 경력에 대한 책은 "Schau'n Mer Mal"이라는 약간 더 긴 버전의 문구를 제목으로 삼았다.
이러한 특징은 모든 중부 및 남부 언어 지역에서 발견된다. 베를린의 한 예: Sag einmal, Meister, kann man hier einmal hinein?은 Samma, Meesta, kamma hier ma rin?으로 말한다.
라인강을 따라 있는 여러 서중부독일어 방언은 긴 구와 전체 문장을 포함하는 축약 패턴을 구축했다. 구어에서 단어는 자주 연결되며, 종종 "리에종" 과정이 사용된다. 따라서 [Dat] kriegst Du nicht는 Kressenit이 되거나, Lass mich gehen, habe ich gesagt는 Lomejon haschjesaat이 될 수 있다.
대부분의 경우 독일어 지역 방언에 대한 구속력 있는 맞춤법은 없으므로, 표기는 저자와 출판사에게 상당 부분 맡겨져 있다. 인용문을 제외하고는 최소한 가장 흔히 사용되는 축약형 이상을 인쇄하는 데 거의 주의를 기울이지 않아 가독성을 떨어뜨리지 않는다. 생략을 나타내기 위한 아포스트로피 사용은 영어권 출판물보다 다양하고 상당히 덜 빈번한 과정이다.

## 인도네시아어
표준 인도네시아어에는 축약이 적용되지 않지만, 인도네시아 슬랭에는 인도네시아어 축약이 존재한다. 이러한 축약 중 다수는 terima kasih를 makasih ("감사합니다")로, kenapa를 napa ("왜")로, nggak를 gak ("아님")로, sebentar를 tar ("잠시")로, sudah를 dah ("끝")로 줄인 것이다.

## 노르웨이어
어떤 형태의 표준 노르웨이어 철자에서도 축약 사용은 허용되지 않지만, 구어에서는 단어를 줄이거나 축약하는 것이 상당히 흔하다. 그러나 그 흔함은 방언마다, 사회어마다 다르며, 상황의 격식 등에 따라 달라진다. 노르웨이어 구어에서 발견되는 몇 가지 흔하고 상당히 급진적인 축약으로는 "jeg har ikke"를 "jakke"로 줄여 "나는 ~이 없다"는 의미로, "det er ikke"를 "dække"로 줄여 "나는 ~이 없다"는 의미로 사용되는 것이 있다. 이들 축약어 중 가장 자주 사용되는 것들은 – 보통 두세 단어가 한 단어로 축약된 형태로 – jeg, du, deg, det, har, 또는 ikke와 같은 짧고 흔하며 종종 단음절 단어를 포함한다. 아포스트로피(')의 사용은 영어보다 훨씬 드물지만, 글자가 생략되었음을 나타내기 위해 축약에서 때때로 사용된다.
극단적인 경우에는 길고 전체적인 문장이 한 단어로 쓰일 수도 있다. 이에 대한 예로는 표준 보크몰에서 "It will sort itself out"을 의미하는 "Det ordner seg av seg selv"가 "dånesæsæsjæl"이 될 수 있다.(Å와 Æ 글자, 그리고 selv의 시각 방언 철자인 "sjæl"에 주목.) 예시에 나타난 R-탈락은 노르웨이의 많은 지역에서 구어에서 특히 흔하지만, /ə/와 같은 어미 음소의 엘리종과 마찬가지로 다른 방식으로 나타난다.
노르웨이어의 많은 방언과 그 광범위한 사용으로 인해 표준 노르웨이어의 비표준 표기와 시각 방언 표기를 구별하기 어려운 경우가 많다. 이러한 표기법이 각 단어의 발음 방식을 전달하려고 노력하는 것은 거의 보편적으로 사실이지만, 공식 맞춤법의 규칙을 최소한 일부라도 따르지 않는 언어가 쓰여지는 경우는 드물다. 이러한 이유로는 비음성론적으로 철자된 단어, 관습적인 철자 규칙에 대한 무지, 또는 해당 방언의 음소에 대한 더 나은 표기를 위한 적응 등이 있다.

## 라틴어
라틴어에는 여러 축약 예시가 있다. 한 가지 사례는 동사 nolo(나는 ~하기 싫다/원하지 않는다)에 보존되어 있는데, 이는 non volo(volo는 "나는 원한다"를 의미)의 축약으로 형성되었다. 마찬가지로 1인칭 복수 및 3인칭 복수 형태(각각 nolumus 및 nolunt)에서도 이러한 현상이 관찰된다.

## 일본어
빠른 말에서 일부 축약은 です(desu)에 대한 ～っす(-ssu)와 すみません(sumimasen)에 대한 すいません(suimasen)이 있다. では(dewa)는 종종 じゃ(ja)로 축약된다. 특정 문법적 맥락에서 조사 の(no)는 단순히 ん(n)으로 축약된다.
연결형 ～て(-te)로 끝나는 동사 뒤에 사용될 때, 특정 조동사와 그 파생어는 종종 축약된다. 예시:
| 원형                                           | 전사                                              | 축약                                     | 전사                               |
| ---------------------------------------------- | ------------------------------------------------- | ---------------------------------------- | ---------------------------------- |
| ～ている／～ていた／～ています／etc.           | -te iru / -te ita / -te imasu / etc.              | ～てる／～てた／～てます／etc.           | -te ru / -te ta / -te masu / etc.  |
| ～ていく／～ていった／etc.*                    | -te iku / -te itta / etc.*                        | ～てく／～てった／etc.*                  | -te ku / -te tta / etc.*           |
| ～ておく／～ておいた／～ておきます／etc.       | -te oku / -te oita / -te okimasu / etc.           | ～とく／～といた／～ときます／etc.       | -toku / -toita / -tokimasu / etc.  |
| ～てしまう／～てしまった／～てしまいます／etc. | -te shimau / -te shimatta / -te shimaimasu / etc. | ～ちゃう／～ちゃった／～ちゃいます／etc. | -chau / -chatta / -chaimasu / etc. |
| ～でしまう／～でしまった／～でしまいます／etc. | -de shimau / -de shimatta / -de shimaimasu / etc. | ～じゃう／～じゃった／～じゃいます／etc. | -jau / -jatta / -jaimasu / etc.    |
| ～ては                                         | -te wa                                            | ～ちゃ                                   | -cha                               |
| ～では                                         | -de wa                                            | ～じゃ                                   | -ja                                |
| ～なくては                                     | -nakute wa                                        | ～なくちゃ                               | -nakucha                           |

* 이 약어는 공손한 활용에서는 사용되지 않는다. 약어인 ikimasu(가다)와 동사 kimasu(오다) 사이의 모호성을 피하기 위함이다.
종결어미 ～なければ (-nakereba)는 의무를 나타낼 때 ～なきゃ (-nakya)로 축약될 수 있다. 이는 보조어 없이 자주 사용된다. 예: 行かなきゃ（いけない） (ikanakya (ikenai)) "가야 해."
다른 경우, 축약은 새로운 단어를 만들거나 추가되거나 변경된 의미를 부여하기 위해 사용된다.
- 단어 何か (nanika) "무언가"는 なんか (nanka)로 축약되어 "일종의"와 비슷한 의미를 지닌 구어체 단어를 만드는데, 거의 의미 없이 사용될 수도 있다. 그 사용은 영어의 "like"처럼 채움말로 쓰인다.
- じゃない (ja nai) "~이 아니다"는 じゃん (jan)으로 축약되는데, 이는 화자의 믿음이나 의견을 나타내기 위해 문장 끝에 사용되며, 종종 청자의 의견과 상반될 때 사용된다. 예: いいじゃん！ (ii jan!) "뭐, 괜찮잖아!"
- 흔히 사용되는 조사-동사 구 と言う (to iu)는 종종 ～って／～て／～っつー (-tte/-te/-ttsū)로 축약되어 더 비공식적이거나 불확실한 느낌을 준다.
- と言えば (to ieba), 위에서 언급된 と言う (to iu)의 조건형은 ～ってば (-tte ba)로 축약되어, 화자가 말한 것을 듣거나 기억하거나 주의를 기울이지 않은 청자에 대한 화자의 짜증을 나타낸다. 예: もういいってば！ (mō ii tte ba!), "더 이상 얘기하고 싶지 않다고 이미 말했잖아!".
- 흔한 단어 だ (da)와 です (desu)는 である (de aru)와 でございます (de gozaimasu)에서 유래한 더 오래된 축약형이다. 이들은 이제 언어에 완전히 통합되어 일반적으로 축약형으로 여겨지지 않는다. 그러나 공식적인 글쓰기(예: 문학, 뉴스 기사, 기술/과학 논문)에서는 である (de aru)가 だ (da) 대신 사용된다.
- 1인칭 단수 대명사 私는 매우 공식적인 말에서 わたくし(watakushi)로 발음되지만, 덜 공식적인 말에서는 흔히 わたし(watashi)로 축약되며, 특히 젊은 여성의 말에서는 あたし(atashi)로 더 줄여진다.

다양한 일본어 방언 또한 다른 방언 사용자에게는 종종 이해되지 않는 그들만의 특정 축약을 사용한다.

## 폴란드어
폴란드어에서는 대명사가 구어체 사용에서 더 많이 나타나는 축약형을 가지고 있다. 예를 들어, go와 mu가 있다. 비축약형은 각각 jego (소유 대명사로 사용되지 않는 한)와 jemu이다. niego (그를)를 나타내는 접어 -ń은 dlań (dla niego)에서처럼 문학에서 더 흔하다. 비축약형은 일반적으로 강조의 수단으로 사용된다.

## 위구르어
중앙아시아에서 사용되는 튀르크어인 위구르어는 실제로 복합 동사(연결 동사)의 축약형인 일부 동사 접미사를 포함한다. 예를 들어, sëtip alidu(팔다-관리하다, "판매하다")는 일반적으로 sëtivaldu로 쓰이고 발음되며, 두 단어가 축약을 이루고 [p]가 [v] 또는 [w]로 약화된다.

## 필리핀어/타갈로그어
필리핀어에서는 대부분의 축약이 올바르게 축약되기 위해 다른 단어를 필요로 한다. 모음으로 끝나는 단어만이 "at" 및 "ay"와 같은 단어와 축약을 형성할 수 있다. 이 차트에서 V는 임의의 모음을 나타낸다.
| 전체 형태 | 축약 형태 | 비고                           |
| --------- | --------- | ------------------------------ |
| ~V at     | ~V't      |                                |
| ~V ay     | ~V'y      |                                |
| ~V ng     | ~V'n      | 비공식적이다. 예: "Isa'n libo" |
| ~V ang    | ~V'ng     |                                |

## 알바니아어
알바니아어에는 ç'과 s'라는 두 가지 주요 축약이 있는데, 이는 각각 çfarë(무엇)와 nuk(아니었다/않을 것이다)의 짧은 형태인 동사에 사용된다.

## 같이 보기
- 아포스트로피
- 혼성
- 클리핑 (형태론)
- 엘리종
- 시적 축약
- 시날리파
- 싱코페 (음운학)

## 내용주
1. ↑  고정 합성어는 문법적으로 명사나 다른 품사(하지만 이 경우 동사는 아님)로 사용되는 단어구로, 그 구가 불변하고 널리 이해된다. 이 구는 문장이나 다른 곳에서 어디에 나오든 변하지 않으며, 개별 요소는 동의어로 대체될 수 없다(하지만 합성어의 대안이 존재할 수 있다). 대부분의 의미는 처음 만들어질 때 명확했지만 관용적이라고 볼 수 있다. 많은 경우 하이픈으로 연결되어 쓰여지지만, 이는 전치사를 포함하는 영어 합성어(동사 제외)를 하이픈으로 연결하는 일반적인 선호를 반영한다. "고정"은 정도의 문제이며, 이 경우 본질적으로 "표준"을 의미한다. 즉, 축약형이 비공식적이라고 간주되지 않는 것이 가장 확실한 고정의 증거이다.
2. ↑  복수성을 일반적으로 표시하지 않는 방언(따라서 한 사람이나 그룹에게 말할 때 수정되지 않은 you를 대명사로 사용함)에서는 화자가 you all (또는 both of you 등)을 사용하여 여러 사람에게 말하고 있음을 명확히 하려는 경우가 있을 수 있으며, 이 경우 축약형 y'all은 절대 사용되지 않는다. (축약형은 복수성을 일반적으로 표시하는 영어 방언의 강력한 지표이다.)
3. ↑  이 문서에서는 비문법적인 예시를 나타내기 위해 별표 ⟨*⟩를 사용한다.